# Pseudopercis
Pseudopercis is een geslacht van straalvinnige vissen uit de familie van krokodilvissen (Pinguipedidae).

## Soorten
- Pseudopercis numida Miranda-Ribeiro, 1903
- Pseudopercis semifasciata (Cuvier, 1829)